# Apskritis de Kaunas
L'apskritis de Kaunas (en lituanien : Kauno apskritis) est l'un des 10 apskritys de Lituanie. Il est situé au centre du pays et sa capitale administrative est Kaunas.
L'apskritis de Kaunas est divisé en 8 municipalités :
- municipalité de Birštonas ;
- municipalité du district de Jonava ;
- municipalité de Kaunas-ville ;
- municipalité du district de Kaunas ;
- municipalité du district de Kaišiadorys ;
- municipalité du district de Kėdainiai ;
- municipalité du district de Prienai ;
- municipalité du district de Raseiniai.